# OU Puppis
L1 Puppis
Désignations
OU Puppis (OU Pup), ou OU de la Poupe en français, est une étoile de type spectral A0 (étoile blanche de la séquence principale) de la constellation de la Poupe. Sa magnitude apparente est 4,87 et elle se trouve à environ 184,4 années-lumière de distance d'après les mesures de sa parallaxe. Elle porte également la désignation de Bayer de L1 Puppis.
OU Puppis est une étoile variable de type α2 CVn dont la magnitude varie de 4,93 à 4,86 sur une période de 0,92 jour.
Contrairement à la majorité des étoiles en paires, le numéro attaché à la désignation de Bayer « L Puppis » est généralement en indice : L1. Son compagnon plus connu, L2 Puppis, est noté de la même façon.